# Bystrá (okres Brezno)
Bystrá je obec na Slovensku v okrese Brezno. V obci je římskokatolický kostel sv. Floriána z roku 1920.
Dne 31. března 1841 se zde narodil Jaroslav Samuel Zacheus, slovenský vlastenec, pedagog, redaktor, publicista a první organizátor Slovensko-bulharských vztahů. Zemřel 4. února 1918 v Sofii.
Narodil se zde František Švantner (29. ledna 1912 – 13. října 1950), slovenský prozaik.
V Bystré se 20. května 1940 narodil Marian Kováčik – básník, spisovatel pro děti, dramatik a překladatel. Zemřel 16. března 2004.